# Perruche masquée
Prosopeia personata
Espèce
Statut de conservation UICN

 NT  : Quasi menacé
Statut CITES
La Perruche masquée (Prosopeia personata) est une espèce d'oiseaux appartenant à la famille des Psittaculidae.

## Description
Cet oiseau mesure environ 47 cm. Comme son nom l'indique, il arbore un masque facial noir. Sa poitrine est jaune et son abdomen orange.

## Habitat
La perruche masquée peuple les forêts galeries et les épaisses forêts tropicales.

## Répartition
Cette espèce est endémique des Fidji (île Viti Levu ; observations sur les îles voisines mais apparemment pas de populations stables).

## Comportement
Oiseau discret, la perruche masquée vit en couples ou en petits groupes.

## Alimentation
Cette espèce se nourrit notamment de fleurs de bananier.

## Population et conservation
En 1965, la perruche masquée était une espèce plutôt fréquente. Un an plus tard, elle est considérée comme au bord de l'extinction en raison de la chasse et de l'introduction de mangoustes. En 1973, elle était fréquente dans quelques secteurs mais généralement rare et en voie de disparition ailleurs. Son statut actuel est méconnu.

## Sources
- Forshaw J.M. (2006) Parrots of the World. An identification guide. Princeton University Press, Princeton, Oxford, 172 p.
- Mario D. & Conzo G. (2004) Le grand livre des perroquets. de Vecchi, Paris, 287 p.